# Kecamatan Ciawigebang
Kecamatan Ciawigebang är ett distrikt i Indonesien.   Det ligger i provinsen Jawa Barat, i den västra delen av landet, 210 km öster om huvudstaden Jakarta.